# Primera República Hel·lènica
La Primera República Hel·lènica (en grec: Α Ἑλληνικὴ Δημοκρατία) és el nom utilitzat per referir-se a l'Estat grec provisional que es va establir durant la Guerra d'independència de Grècia contra l'Imperi Otomà. És un terme purament historiogràfic, destacant el caràcter democràtic i constitucional del règim revolucionari abans que s'establís el Regne de Grècia, plenament independent gràcies al suport de les potències europees, i busca associar aquest període de la història grega amb les posteriors Segona i Tercera repúbliques.
En les primeres fases de la revolta de 1821, Dimítrios Ipsilandis va arribar al Peloponès com a representant oficial de Philikí Hetairía per assumir el control de la Revolució, i va proposar un nou sistema d'elecció dels membres del Senat que va comptar amb el suport dels caps militars però l'oposició dels notables. Altres assemblees foren convocades també a la Grècia Central en novembre de 1821 sota el lideratge dels fanariotes Aléxandros Mavrokordatos a la part occidental, i Theodoros Negris a la part oriental, que van adoptar dos estatuts locals, la Carta de la Grècia continental occidental i l'Ordre jurídic de la Grècia continental oriental, redactats principalment per Mavrokordatos i Negris respectivament. Els estatuts preveien la creació de dos òrgans administratius locals a la Grècia central, un Areòpag a l'est i un Senat a l'oest. Els tres estatuts locals van ser reconeguts per l'Assemblea Nacional d'Epidaure, però van ser substituïts per una administració central a principis de 1822, que també va aprovar la primera Constitució de Grècia, en el que marca el naixement del modern estat grec. El nou estat no va ser reconegut per les grans potències del moment, i després d'alguns èxits inicials, va veure's amenaçat pel col·lapse, tant des de dins a causa de la guerra civil, com des de fora, per les victòries de l'exèrcit turc-egipci d'Ibrahim Paixà.
En 1827, la Tercera Assemblea Nacional de Troezen va establir l'Estat grec (Ἑλληνικὴ Πολιτεία) i va seleccionar al comte Ioannis Kapodístrias com a governador de Grècia. Després de la seva arribada a Grècia, el gener de 1828, Capodistrias va tractar de crear un estat funcional i reparar els problemes del país causats per la guerra, però aviat es va veure embolicat en conflictes amb poderosos magnats locals i cacics. Un cop més les tres "potències protectores" (Gran Bretanya, França i Rússia) van intervenir, establint un règim monàrquic, en el Tractat de Londres de 1832, designant al Príncep de Baviera, Otó I de Grècia, com a primer rei de la Grècia moderna.